# Melitta schultzei
Melitta schultzei är en biart som beskrevs av Heinrich Friese 1909. Melitta schultzei ingår i släktet blomsterbin, och familjen sommarbin. Inga underarter finns listade i Catalogue of Life.